# Claudine Guérin de Tencin
 (avril 2022).
Si vous disposez d'ouvrages ou d'articles de référence ou si vous connaissez des sites web de qualité traitant du thème abordé ici, merci de compléter l'article en donnant les références utiles à sa vérifiabilité et en les liant à la section « Notes et références ».
Claudine Alexandrine Sophie Guérin de Tencin, baronne de Saint-Martin de l’isle de Ré, née le 27 avril 1682 à Grenoble, morte le 4 décembre 1749 à Paris, est une femme de lettres tenant un célèbre salon littéraire de l'époque. Elle est la mère de Jean d'Alembert.
Après vingt-deux années passées de force au couvent, elle s'installe à Paris en 1711 et est introduite dans les milieux du pouvoir par ses liens avec le cardinal Dubois. Six ans plus tard, elle ouvre l'un des salons littéraires les plus réputés de l'époque appelé La Ménagerie. D'abord essentiellement consacré à la politique et à la finance avec les spéculateurs de la banque de Law, ce salon devient à partir de 1733 un centre littéraire. Les plus grands écrivains de l’époque et des personnalités célèbres le fréquentent, en particulier Fontenelle, Marivaux, l’abbé Prévost, Charles Pinot Duclos et plus tard Marmontel, Helvétius, Marie-Thérèse Geoffrin et Montesquieu.
Madame de Tencin publie des romans qui rencontrent le succès dont les Mémoires du comte de Comminge en 1735, Le Siège de Calais, nouvelle historique en 1739 et Les Malheurs de l'amour en 1747.

## Biographie
Alexandrine est née à Grenoble dans une famille de petite robe : son père, Antoine Guérin (1641-1705), seigneur de Tencin, est tour à tour conseiller au Parlement du Dauphiné puis premier président au Sénat de Chambéry lors de l’occupation de la Savoie par la France. Sa mère est Louise de Buffévent.
Le quadrisaïeul de la famille, Pierre Guérin, issu d'une famille travaillant la terre près de Gap, à Ceillac, était simple colporteur. La trentaine venue, il vint s'établir en 1520 à Romans dans le Dauphiné. Habile de ses mains et ayant quelques économies, il acheta une petite boutique où il vendit tout d'abord des articles d'épicerie puis de joaillerie.

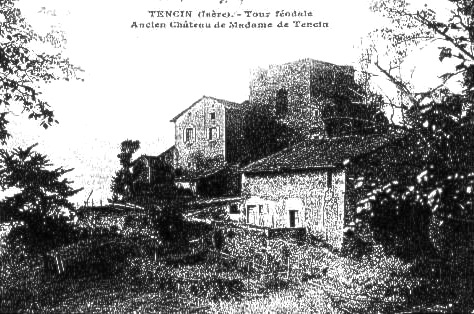
Le château de La Tour (détruit au XIXe siècle).

S'étant enrichi, il put acquérir une terre à Monteux, prendre de moitié l'entreprise des péages par eau et par terre de Valence et de Mirmande et, ainsi, envoyer ses deux enfants, Pierre et Antoine, à l'Université. Ce dernier, devenu docteur ès lois, acheta ensuite une charge d'officier de justice à Romans, puis épousa plus tard Françoise de Garagnol, une jeune fille de bonne maison.
Lors des guerres de religion qui ravagèrent la région, il sauva la ville de Romans des protestants ; ce qui valut à ce catholique modéré et fidèle au roi le 3 octobre 1585 des lettres de noblesse d'Henri III, enregistrées au parlement le 21 mars 1586.
Son fils, Henri-Antoine Guérin, en 1597, sauva une deuxième fois la ville en empêchant qu'elle ne soit livrée, par des traîtres, au duc de Savoie. Il eut sept enfants dont un, François, acheta la charge anoblissante de conseiller au parlement de Grenoble. Son épouse, Justine du Faure, lui apporta la petite terre de peu d'importance appelée Tencin (Grésivaudan) jouxtant l'Isère, qui faisait partie du domaine de Monteynard. François remplaça son patronyme par celui de cette terre et, juste avant sa mort (1672), acheta en bordure des vignes de son domaine, un vieux castel sarrasin à demi ruiné appelé simplement le château de la Tour.
Le fils aîné de François Guérin, Antoine, devint conseiller au parlement de Grenoble puis premier président à Chambéry lors de l'occupation française. Il épousa Louise de Buffévent qui lui donna deux fils, dont le cardinal de Tencin, et trois filles, dont Alexandrine, et une autre, Marie-Angélique, fut la mère d'Antoine de Feriol de Pont-de-Veyle et de Charles-Augustin de Ferriol d'Argental.

### Une Amazone dans un monde d’hommes
Cadette de cinq enfants, Alexandrine est placée à l’âge de huit ans, au proche monastère royal de Montfleury. Elle répugne cependant à la vie monacale et ce n’est que contrainte et forcée qu’elle se résout à prononcer ses vœux le 25 novembre 1698. Dès le lendemain, avec l’aide de son directeur spirituel, dont Charles Pinot Duclos prétend qu’il « fut l’instrument aveugle qu’elle employa pour ses desseins », elle proteste en bonne et due forme devant notaire, protestation qu’elle renouvelle de nombreuses fois au cours des années suivantes afin qu’elle ne soit point caduque.
Néanmoins, « sœur Augustine » doit attendre la mort de son père (1705) et vaincre les résistances de sa mère pour quitter Montfleury en 1708 et, après une cure à Aix-les-Bains, non loin de Chambery ou Grenoble, pour redresser sa santé défaillante, trouver refuge l’année suivante... au couvent de Sainte-Claire à Annonay, où réside une de ses tantes, Mme de Simiane. Elle est parfois accusée d'avoir trouvé là un refuge idéal pour accoucher de jumeaux conçus à Aix dont le père aurait été Arthur Dillon, lieutenant-général du maréchal de Médavy. Cependant l’enquête de l’Officialité, qui devait fulminer le bref papal qu’elle obtint finalement le 2 décembre 1711, conclut à son innocence et la releva de ses vœux le 5 novembre 1712, jugeant qu’on lui avait effectivement fait violence lors de sa prise de voile. Ce jugement fut imprimé dès 1730. Ses ennemis cependant continuèrent à l’appeler la « Chanoinesse de Tencin ».
Alexandrine n’attendit pas son retour à la vie laïque pour dès la fin 1711, accompagnée de son chaperon Mme de Vivarais, se rendre à Paris. Elle s’établit quelque temps au couvent des Dames de Saint-Chaumond, puis, en raison de son état de santé, au couvent des dominicaines de la Croix. Ses vœux annulés, elle finit par s’installer chez sa sœur la comtesse Marie-Angélique de Ferriol d’Argental qui hébergeait déjà la célèbre Mlle Aïssé. Là, pendant les années qui suivirent, elle sut conquérir les hôtes du salon de sa sœur par la vivacité de son esprit, l’humour de ses réparties et par une faculté d’adaptation surprenante compte tenu de son peu d’expérience du monde. Elle sut rattraper le temps perdu également, que ce fût aux soirées du Régent, au château de la Source ou ailleurs... En avril 1717, enceinte de deux mois, elle signa avec les religieuses de la Conception un bail à vie pour un appartement de la rue Saint-Honoré, sis au-dessus du couvent de la Conception, vis-à-vis le « Sot Dôme » du couvent de l’Assomption (aujourd’hui l’Église polonaise), soit à quelque cent mètres de l'hôtel de Mme Geoffrin. Elle y emménagea le 24 juin. Puis, en août, elle passa convention pour le reste de la maison contre le paiement d’un supplément. Elle put ainsi, après son accouchement, ouvrir son propre salon qui jusqu’en 1733 se consacrera essentiellement à la politique.

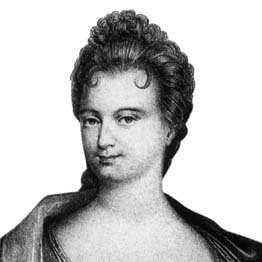
Mme de Tencin par Victor Cassien (XIXe siècle).

Devenue « la maîtresse publique » du principal ministre, l'abbé puis cardinal Dubois, elle commença, avec le soutien de ce dernier, par aider à la carrière ecclésiastique et politique de son frère Pierre-Paul (1679-1758). Pour récompenser son illustre amant de ses largesses, elle n’hésita pas à devenir, comme l’écrit Pierre-Maurice Masson, « un précieux agent d’information, et, le cas échéant, un truchement dans les affaires anglaises », en se servant de ses amis qui avaient accès aux hautes sphères du pouvoir.
À ces dons de politique, il convient d’ajouter également ceux de l’affairiste.
L’argent a occupé une place primordiale dans la vie de Mme de Tencin. Tous les moyens lui furent bons pour accroître sa fortune. Ainsi, son rang ne la prévint pas d’ouvrir le 28 novembre 1719 un comptoir d’agio à la rue Quincampoix et de créer une société en commandite, équivalent ancien d’une société d’investissement à capital variable, vouée explicitement à la spéculation sur les actions. Pour ce faire, il fallait des fonds : sur un capital de trois millions et demi de livres, elle apporta la somme de 691 379 livres tournois, soit sa légitime qu’elle avait déjà triplée en la plaçant à fonds perdu sur l’extraordinaire des guerres, suivies des participations du président Hénault, de plusieurs membres de sa famille et de quelques amis dont le chevalier Louis Camus Destouches dit Destouches-Canon. La Financière Tencin-Hénault ne vécut que trois mois : bénéficiant des précieux conseils du financier Law et surtout de Dubois, son amant, elle réussit à tripler une nouvelle fois sa fortune en vendant ses parts à temps pour partager les bénéfices du système de Law avec quelques-uns de ses associés. Elle alla même jusqu’à s’acoquiner avec des financiers véreux, comme le prouvent à l’évidence ses lettres d’affaires. Cette âpreté au gain est décrite par P.-M. Masson, « ce qui met quelque noblesse, ou du moins quelque désintéressement dans tous ces tripots, c’est que Madame de Tencin ne fait la chasse à l’or que pour la faire plus sûrement au pouvoir, et ne les conquiert tous deux que pour ce frère médiocre, en qui elle a placé toutes ses ambitieuses espérances ». Régner donc, mais régner par procuration à cause de l’injustice de l’époque qui cantonnait la femme dans un rôle domestique, telle fut la volonté selon le mot de Diderot, de « la belle et scélérate chanoinesse Tencin ».
Lors du concile d’Embrun (1727) qui opposa le frère d’Alexandrine au vieil évêque janséniste de Senez, Jean Soanen, Madame de Tencin transforma son salon en centre d’agitation ultramontaine : tout ce qui était sous sa main fut employé à la défense de son frère et de Rome. Ainsi en est-il par exemple d’un Fontenelle ou d’un Houdar de La Motte qui durent composer la plupart des discours de l’évêque Pierre-Paul Guérin de Tencin. Elle-même mit également la main à la pâte, et ce fut là sans doute sa première activité littéraire, en envoyant toutes les semaines au gazetier de Hollande le bulletin tendancieux des travaux du Concile qui condamna finalement Soanen. Cet excès de zèle ne lui profita pourtant pas : le cardinal de Fleury, lassé de la faire surveiller jour et nuit, résolut le 1er juin 1730, pour le bien de l’État, de l’exiler le plus loin possible de la capitale.
Après quatre mois de « retraite » à Ablon où sa sœur possédait une maison de campagne, permission lui fut accordée de revenir à Paris, en raison de sa santé défaillante.
Ayant retenu la leçon, pendant les dix années qui suivirent, son activité se fit plus discrète. Désormais, elle réserve le meilleur de son temps à son salon qui devient un centre de littérature et de conversations fines. Les plus grands écrivains de l’époque, qu’elle recueillit du salon de la marquise de Lambert en 1733, s’y pressèrent. On y vit, entre autres, Fontenelle, l’ami de toujours, Marivaux, qui lui doit son siège à l’Académie (1742) et le renflouage incessant de ses finances, l’abbé Prévost, Duclos et plus tard Marmontel, Helvétius, Marie-Thérèse Geoffrin et Montesquieu, son « petit Romain », qu’elle aide à la première publication sérieuse De l'esprit des lois (1748), après la première édition « estropiée » de Genève (1748). Des écrivains — sauf Voltaire, le « géomètre » ainsi qu’elle le surnomme dans ses lettres, qu’elle croisa à la Bastille et qu’elle n’aimait guère —, mais également les plus grands savants de l’époque, des diplomates, des financiers, des ecclésiastiques et des magistrats de toute nationalité qui portèrent le renom de son salon bien au-delà de la France. Un jour, le mardi, cependant était réservé uniquement à la littérature. Dans une atmosphère de grande familiarité, ses amis écrivains, qu’elle appelait « ses bêtes », venaient présenter leurs derniers écrits ou assister à la lecture d’œuvres de jeunes débutants, à qui Alexandrine manquait rarement de donner quelques conseils. Souvent également ils se livraient aux plaisirs de la conversation et s’adonnaient à leur sujet préféré, la métaphysique du sentiment. D’après Delandine, ce seraient même eux qui auraient remis à la mode ces questions de casuistique sentimentale qui, par leur abstraction même, permettent les opinions les plus subtiles et les plus paradoxales. Nul n’excellait d’ailleurs plus à ce genre d’esprit que la maîtresse de maison qui goûtait tout particulièrement maximes et tours sentencieux. Elle en a, du reste, parsemé ses romans qui, de ce fait, ainsi que l’écrit Jean Sareil, « donnent souvent l’impression d’être le prolongement romancé des conversations qui se tenaient dans son salon », et dont voici quelques-uns tirés des Malheurs de l’amour en guise d’illustration : « Lorsque l’on n’examine point ses sentiments, on ne se donne pas le tourment de les combattre » ; « Le cœur fournit toutes les erreurs dont nous avons besoin » ; « On ne se dit jamais bien nettement qu’on n’est pas aimé » ; « La vérité est presque de niveau avec l’innocence »…
En effet à cette époque Alexandrine publia anonymement, avec un succès immédiat, ses deux premiers romans. Si depuis 1730 elle a mis une sourdine à ses intrigues religieuses, politiques et affairistes, elle est loin de les avoir abandonnées. En effet, depuis son retour d’exil, son grand projet est de faire de son frère un cardinal. Mais, pour cela, il faut l’accord du roi Louis XV, pour qui, ainsi qu’elle l’écrit dans sa correspondance, « tout ce qui se passe dans son royaume paraît ne pas le regarder », sauf peut-être les intrigues d’Alexandrine qui lui donne, ce sont ses mots, « la peau de poule ». Si elle ne peut l’atteindre directement, ce sera indirectement. Et pour cela, elle n’hésite pas à jouer les entremetteuses. Elle procure des maîtresses au roi qui se doivent de réciter les livrets hagiographiques du frère tant aimé. Cette stratégie porte ses fruits, notamment grâce à l’aide de la duchesse de Châteauroux. Pierre Guérin de Tencin son frère, devient cardinal-archevêque de Lyon en 1740 et ministre d’État deux ans plus tard. Mme de Tencin se trouve alors au faîte de sa puissance et parvient peu à peu à faire oublier ce que ses débuts eurent de « scandaleux » en conquérant des amitiés célèbres et édifiantes, telle celle du pape Benoît XIV.[source insuffisante]
Après la mort de Fleury (1743) et de la duchesse de Châteauroux en 1744, Mme de Tencin se rabat sur son dernier atout : Jeanne-Antoinette d'Etioles, la future marquise de Pompadour. En effet, depuis son installation en 1741 à quelques pas de chez elle, toute la famille du fermier général Lenormand de Tournehem fréquente son salon et Antoinette d'Etioles devient ainsi pratiquement « la filleule et quelque peu l'élève » d'Alexandrine qui s'évertue à la placer. En hommage, la future marquise donne à sa fille unique le prénom de sa bienfaitrice qui devient sa marraine. Cependant, l'âge venant, Mme de Tencin se retire peu à peu des intrigues. Selon Jean Sareil son nom disparaît alors « à peu près complètement de l’actualité politique et qu’en dehors des cercles littéraires, elle n’est presque plus mentionnée ». Aussi, c’est probablement une femme désillusionnée et déçue (elle n’a pu réussir à faire son frère premier ministre à la mort de Fleury) qui retourne à sa « ménagerie », ainsi qu’elle nommait son salon, non sans abandonner toute velléité de pouvoir, comme le montre à l’envi le fait qu’elle n’hésita pas ces années-là, à grands coups de procès, à acculer à la ruine deux orphelins pour s’adjuger la baronnie de l’île de Ré où elle possédait déjà un domaine depuis 1735. Pourtant son énergie tarit peu à peu. Sa santé se dégrade : en 1746, une maladie du foie manque de l’emporter. Ses yeux la font souffrir et elle est obligée de dicter ses écrits. Elle tente encore de se soigner en se rendant à Passy. C’est dans ce contexte de désillusion et de maladie qu’elle écrit son dernier roman : Les Malheurs de l'amour, publié en 1747. Cette œuvre met en scène une narratrice vieillie, Pauline, retirée à l’abbaye Saint-Antoine, qui après avoir perdu l’être aimé se décide à prendre la plume pour échapper à la réalité extérieure. Peut-être y a-t-il un peu d'Alexandrine dans ce personnage, une Alexandrine déçue d’avoir toujours sacrifié en vain ses sentiments sur l’autel du pouvoir et qui se retrouve seule, abandonnée, si ce n’est du dernier quartier des fidèles, Marivaux, Fontenelle, son docteur et héritier Jean Astruc, qui continuent à la visiter. Si l’on considère le personnage de Pauline et que l’on se souvient de l’épître dédicatoire enflammée du roman, adressée à un homme, est-il impossible d’imaginer une Mme de Tencin timide et sensible qui, marquée dans sa jeunesse par l’autorité d’un père, l’hypocrisie d’une mère et la légèreté des hommes se vengea en se muant en une femme de raison que rien n’atteint ? Et de regretter, bien des années plus tard, en écrivant des mémoires fictifs, de n’avoir choisi la voie du cœur sur laquelle elle lance son héroïne ? Si tel est le cas, il conviendrait alors de voir en Les Malheurs de l’amour non seulement un roman-mémoires sentimental optimiste, mais également en contre-jour celui de l’échec d’une vie, la sienne.[source insuffisante]
Devenue impotente et obèse, elle se retire fin 1748 dans son nouvel appartement de la rue Vivienne où elle mène les derniers mois de sa vie un ultime combat contre la censure, afin que De l'esprit des Lois de son ami Montesquieu puisse enfin être édité.[réf. nécessaire]
« Puisse-t-elle être au ciel, elle parlait avec tant d’avantage de Notre modeste personne » écrivait le pape Benoît XIV à la mort de Mme de Tencin survenue le jeudi 4 décembre 1749 vers les cinq heures dans son second appartement de la rue Vivienne. La vindicte populaire, quant à elle, lui réserva d’autres « éloges » :
Crimes et vices ont pris fin

Par le décès de la Tencin.

Hélas ! me dis-je, pauvre hère,

Ne nous reste-t-il pas son frère ?
[source insuffisante]
Elle est inhumée en l'église Saint-Eustache à Paris.[réf. nécessaire]

### Un cœur au service de la raison

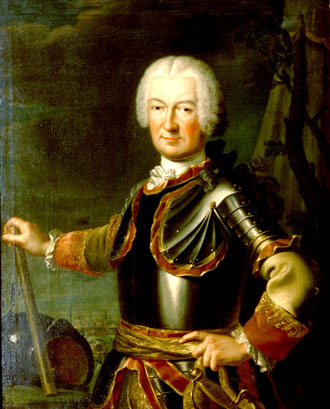
Léopold-Philippe d'Arenberg.

Au goût immodéré de Mme de Tencin pour le pouvoir s'associe celui prononcé pour la galanterie. En effet, si elle sut à la fin de sa vie se forger une image de respectabilité, en se faisant passer pour une « Mère de l’Église », il n’en demeure pas moins que jusqu’à un âge fort avancé, elle ne cessa de défrayer la chronique scandaleuse de l’époque par ses aventures galantes dans la grande société parisienne. « Intrigante (le mot revient et chez le maréchal de Villars et chez Mme de Genlis) accoutumée à faire tous les usages possibles de son corps et de son esprit pour parvenir à ses fins », opinion que partage également Saint-Simon, elle devint très tôt la cible des nouvellistes qui lui prêtèrent de nombreux amants. Le critique Pierre-Maurice Masson prétend même que « ses amants, qui ne sont pas toujours des amants successifs, s’étalent si nombreux et si publics qu’ils ne peuvent même plus s’appeler des amants, et que le vieux nom gaulois, dont les chansonniers d’alors ne font pas faute de la qualifier, paraît à peine un peu vif ». 

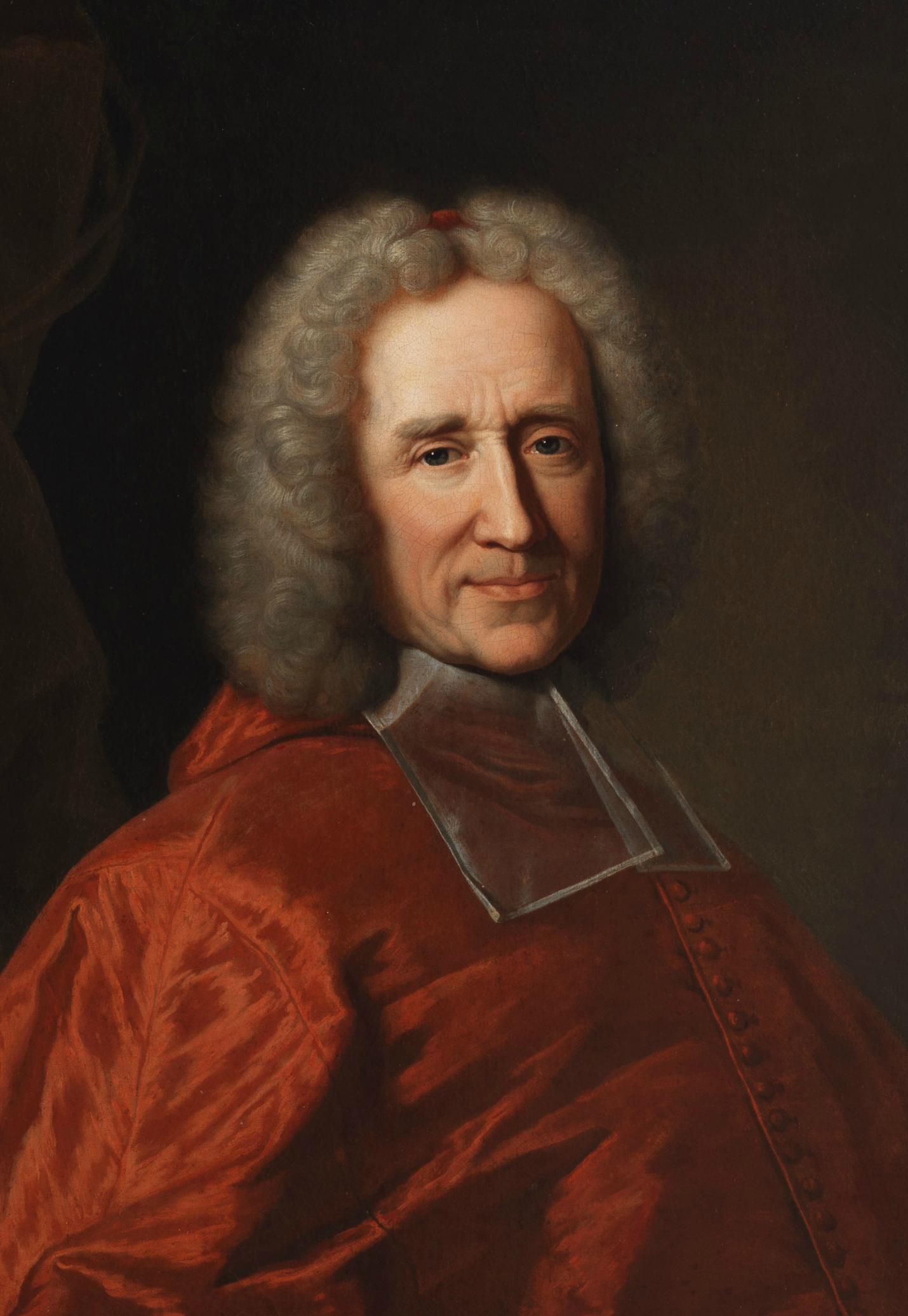
Le cardinal Guillaume Dubois par Hyacinthe Rigaud, XVIIIe siècle.

La rumeur très tôt l'a associée intimement aux plus hautes sphères du pouvoir. Dès 1714, elle devient la maîtresse en titre de l'abbé Dubois qui n'a pas encore prononcé ses vœux et qui aide à la carrière de Pierre-Paul de Tencin. Ce premier amant pourrait même lui avoir dicté les suivants. Le Régent par exemple, qu’elle lassa à force de plaider la cause du Prétendant et qui la renvoya, selon Duclos, d’un mot très dur (il se plaignit qu’« il n’aimait pas les p… qui parlent d’affaires entre deux draps »). On peut y ajouter un lieutenant de police, le comte d’Argenson, sous la protection duquel elle put agioter en toute tranquillité lorsqu’il devint garde des Sceaux, son fils reprenant la charge et la maîtresse, le comte de Hoym et le duc de Richelieu, son meilleur atout à la cour.
La liste fournie par les chroniqueurs de l’époque s'étend encore à des politiques. On y trouve des noms connus à l'époque, Lord Bolingbroke, Matthew Prior, grâce à qui elle pénètre les dessous de la politique étrangère, ou Charles-Joseph de La Fresnaye, banquier en Cour de Rome, avocat puis conseiller au Grand Conseil, gendre du baron Jean Masseau, qui fut utile au frère et à la sœur dans des placements d’argent. Elle dut d’ailleurs se résoudre à abandonner ce dernier amant qu’elle adorait véritablement : accoutumé au jeu et à l’agiotage, il n’arrivait plus à rembourser les divers prêts qu’Alexandrine lui avait accordés et, de surcroît, se permettait de la calomnier un peu partout. Pour une fois d’ailleurs, elle manqua de prudence : La Fresnaye, ayant perdu l’esprit et toute sa fortune, eut la fâcheuse idée de venir se suicider dans l’arrière salon d'Alexandrine le 6 avril 1726 ; tout en ayant pris soin au préalable, dans un testament, de la rendre responsable de sa mort. Cette aventure valut à Madame de Tencin le Châtelet, puis la Bastille où on ne la ménagea point : elle fut confrontée nuitamment avec le cadavre exhumé et à demi putréfié de La Fresnaye et dut souffrir encore les railleries de son illustre voisin de cellule, Voltaire. Elle ne sortit de cet enfer que trois mois plus tard, acquittée et légalement enrichie des dépouilles de sa victime.
On le voit pour Madame de Tencin, il semble qu’aimer, ce soit aimer utilement, et que le verbe s’attacher n’ait comme unique objet, que le mot pouvoir. « La plupart de ses amitiés, toutes ses galanteries, semblent se succéder pour ainsi dire, dans le silence de son cœur et même des sens : avoir un ami, c’est pour elle prendre un parti ; se donner un amant, c’est travailler à un dessein. Chez elle, tout est volonté ; chaque désir tend impérieusement à sa réalisation, et les mouvements de l’esprit s’achèvent en effort et en lutte », nous prévient Pierre-Maurice Masson.
Elle-même, dans sa correspondance, n’hésite pas à avouer un certain arrivisme, témoin cet extrait d’une lettre du 1er août 1743 adressée au duc de Richelieu : 

« Une femme adroite sait mêler le plaisir avec les intérêts généraux, et parvient, sans ennuyer son amant, à lui faire faire ce qu’elle veut. »

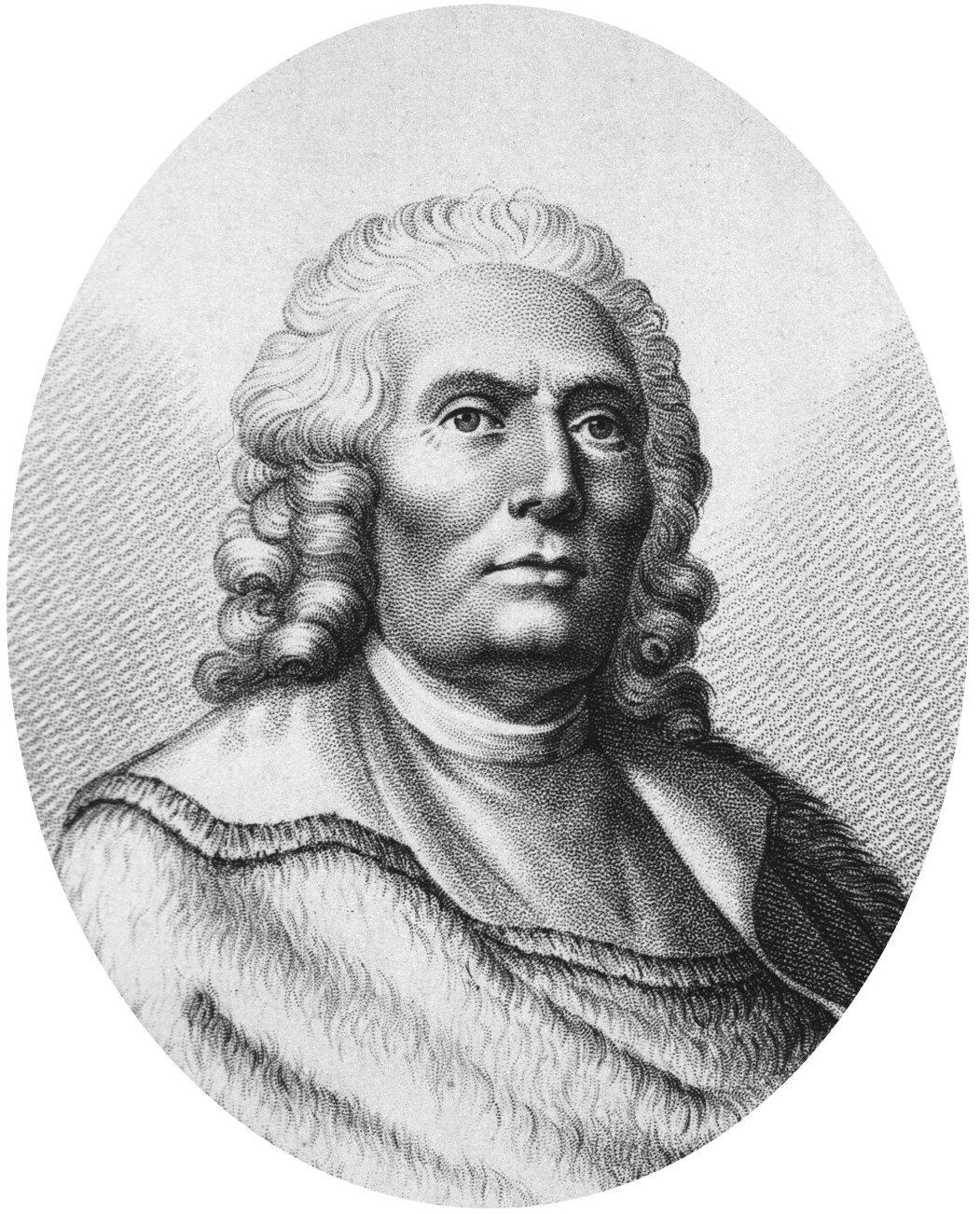
Jean Astruc

Il ne faudrait conclure trop rapidement à une femme sans cœur. En effet, on ne connaît d’elle que ses liaisons publiques qui sont avant tout des affaires. Rien de transpire jamais, dans sa correspondance, de sa vie privée. A-t-elle connu le véritable amour ? Les dédicaces de plusieurs de ses romans tendraient à le prouver. Il ne serait guère aisé de donner quelque nom à l’heureux élu : Jean Astruc, son médecin et amant depuis 1723, qui hérita en sous-main de plusieurs centaines de milliers de livres ? Sir Luke Schaub, qu’elle appelait « mon mari » ? Le duc de Richelieu ? :

« Je vous aime et vous aimerai tant que je vivrai plus que vous n’avez été aimé d’aucune de vos maîtresses et plus que vous ne le serez de personne. »

Ou pourquoi pas le prince hollandais Léopold-Philippe d'Arenberg (1690-1754), qui avait un logement entre différentes campagnes militaires à Paris. De leurs probables amours passagères lors du carnaval de 1717 naquit un fils – le futur D'Alembert –, qu’elle abandonna le lendemain de sa naissance – de gré ou de force, on ne sait –, le 17 novembre 1717, sur les marches de l’église Saint-Jean-le-Rond à Paris. Ce fut un homme de confiance de ce prince, Destouches-Canon, qui sera chargé seul de l’entretien et de l’éducation de cet enfant placé finalement chez une nourrice, la bonne dame Rousseau. Alexandrine n’ira le voir – et rapidement encore – qu’une seule fois en 1724… Ce sera Destouches, puis son frère Michel et sa veuve, Jeanne Mirey, qui pourvoiront toujours au versement d'une pension viagère de 1200 livres.

### Une œuvre encensée et une femme du monde décriée
S’il se trouve fort peu de gens au XVIIIe siècle pour critiquer les ouvrages ou le salon de Mme de Tencin, ses intrigues sentimentales, affairistes, religieuses ou politiques ont par contre soulevé l’indignation générale de l’époque : Saint-Simon, ainsi que la plupart des mémorialistes, ne manque jamais de la fustiger dans ses Mémoires ou ses Annotations au journal du marquis de Dangeau, de même que les chansonniers qui s’en donnent à cœur joie pour la trainer dans la boue au moindre éclat ; sans parler des attaques qui fusent de ses proches, telles celles de la fameuse Mlle Aïssé, qui dans sa correspondance ne se prive pas de l’égratigner à plusieurs reprises. Plus tard, après sa mort, vers la fin du siècle, sa réputation fut encore plus ternie. Comme l’écrit Jean Decottignies, elle « fut englobée dans la réprobation systématique qu’encourait la société dont elle avait fait partie. Désormais, la légende de Mme de Tencin n’appartient plus à la cabale, mais à l’histoire, – s’il est permis d’appliquer ce mot aux entreprises de Soulavie et de ses pareils. C’était l’époque de la découvertes des Mémoires secrets, de la révélation des correspondances clandestines. Toute la corruption d’une époque s’incarna en Mme de Tencin. Cette deuxième vague laissa son souvenir définitivement terni. »
Les laudateurs de la « belle et scélérate de Tencin », selon le mot de l’époque, ne sont pas nombreux. On y recense un Piron qui la loue systématiquement, un mystérieux témoin anonyme qui, sous le nom du Solitaire des Pyrénées, nous décrit en 1786 dans le Journal de Paris les charmes de son salon, et surtout Marivaux. Ce dernier, dans la Vie de Marianne, donne en effet un portrait avantageux de Mme de Tencin, ou plutôt de Mme Dorsin, puisque tel est le nom sous lequel il a choisi de lui rendre hommage :

« Il me reste à parler du meilleur cœur du monde, en même temps du plus singulier […]. J’ignore si jamais son esprit a été cause qu’on ait moins estimé son cœur qu’on ne le devait, mais […] j’ai bien été aise de vous disposer à voir sans prévention un portrait de la meilleure personne du monde […] qui avait un esprit supérieur, ce qui faisait d’abord un peu contre elle. »

Un tel portrait est exceptionnel chez les écrivains de l’époque qui, connaissant la dame et ses frasques, préféraient être discrets à son sujet, choisissant de passer sous silence ses turpitudes — c’est le cas d’un Fontenelle, d’un Montesquieu ou d’une Madame du Deffand — ; soit, à l’instar d’un Marmontel, d’adopter une attitude de stricte neutralité par rapport à des rumeurs qu’ils ne pouvaient ignorer.
La réputation de Mme de Tencin n’était donc pas des meilleures tout au long du siècle. Pourtant, étant une femme en vue, au cœur de toutes sortes d’intrigues et, pour reprendre le mot de Marivaux, à l’« esprit supérieur », elle fut tout naturellement en butte à la jalousie et à la diffamation. De surcroît, ces calomnies, et c’est sans doute ce qui lui a causé le plus de tort, elle ne les a jamais réfutées, car, à l’instar du marquis de La Valette des Malheurs de l’amour, elle semble ne jamais avoir fait cas de sa « réputation qu’autant qu’elle était appuyée du témoignage qu’(elle) se rendait à elle-même. (Elle) faisait ce qu’(elle) croyait devoir faire, et laissait juger le public ».
À ce mépris pour sa réputation s’ajoute encore un activisme forcené qui n’a pu qu’irriter la bonne société de l’époque. On connaît le statut juridique de la femme de l’Ancien Régime : il équivaut à celui de « serve ». Son rôle social consistait, par son sexe, à obéir. Ce point de vue était d’ailleurs partagé par la plupart des participants – tant masculins que féminins ! – au débat pour déterminer qui devait gouverner dans la société. Alexandrine n’a pu que souffrir de ce préjudice social, elle qui ne s’épanouissait que dans l’action et qui n’avait rien de la femme passive que l’on rencontre encore dans nombre de romans de la première moitié du siècle. En fait, elle était très peu femme. Son esprit, ainsi que l’écrit Marivaux dans les Étrennes aux Dames, possédait « toute la force de celui de l’homme ». L’aspect « mâle » de son caractère, également souligné par Delandine, était même si prédominant que la bonne baronne dut être rappelée à l’ordre par le cardinal de Fleury :

« Vous me permettrez de vous dire qu’il s’en faut beaucoup que vous meniez une vie retirée et que vous ne vous mêliez de rien. Il ne suffit pas d’avoir de l’esprit et d’être de bonne compagnie; et la prudence demande qu’on se mêle – et surtout une personne de votre sexe – que des choses qui sont de sa sphère. Le roi est informé avec certitude que vous ne vous renfermez pas toujours dans ces bornes… (lettre du 15 juin 1730) »

## Madame de Tencin femme de lettres

### La fortune littéraire des œuvres
Après le coup de semonce de Fleury en 1730, Mme de Tencin jugea préférable de se consacrer désormais – quoique non exclusivement – à la tâche de présidente de sa « ménagerie » dont la réputation allait devenir européenne. C’est là, qu’entourée des plus grands écrivains de l’époque, elle rédigea ses premières œuvres. Reconversion ? Désir de faire oublier des scandales qu’elle eût préférés moins notoires, de rendre hommage à l’homme qu’elle aimait ? Ou, ainsi que le pense P.-M. Masson, pour « faire à sa manière œuvre d’art, pour purifier, en quelque sorte, son passé et reconquérir une certaine estime par le sérieux et la distinction de sa plume » ? Il n’est guère aisé de trancher, Mme de Tencin ne s’étant jamais expliquée sur les raisons qui la poussèrent à prendre la plume. Toutefois, comme elle n’a jamais cessé d’intriguer ni reconnu publiquement aucun de ses ouvrages, il est préférable de penser avec Delandine qu’ « en voyant les savants les plus goûtés dans la capitale, qu’en appréciant leurs ouvrages, elle eut envie d’en faire elle-même (…) et que la littérature fut pour elle un moyen de se délasser de ses orages, comme un voyageur à qui le désir d’être heureux, a fait braver les flots, les écueils et les tempêtes, profite d’un moment de calme pour écrire ses observations, et confier à ses amis éloignés, et ses espérances et ses dangers ».

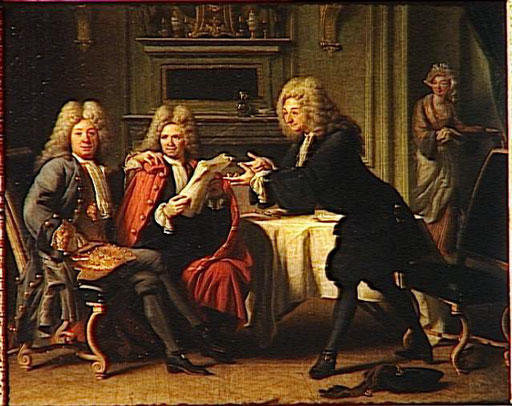
Mme de Tencin servant le chocolat par J. Autreau, 1716.

Quelles que fussent ses motivations réelles, elle publia anonymement chez Néaulme (Paris) en 1735, sans privilège, un court roman-mémoires de 184 pages in-12 : Mémoires du comte de Comminge. Le succès fut immédiat, comme le prouve le fait qu’il fut réédité l’année même. Et pour une fois, la critique et le public apprécièrent de concert : ils furent unanimes à apprécier les qualités littéraires de l’ouvrage. L'abbé Prévost, dans le Pour et Contre, y loue la « vivacité », l’« élégance » et la « pureté » du style, assurant que la nouvelle se fait lire « de tout le monde avec goût », et le critique d’origine suisse La Harpe, dans son Lycée ou cours de littérature ancienne et moderne (1799), ira même jusqu’à la considérer comme le « pendant de la Princesse de Clèves ». Le roman eut même une vogue européenne : très rapidement on en fit des traductions anglaise (1746), puis italienne (1754) et espagnole (1828). Il inspira même une héroïde à Dorat et une nouvelle à Mme de Gomez. Pour Delandine, Madame de Tencin devrait servir de modèle. Et elle le fut, puisque sa nouvelle connut vers la fin du siècle cette forme populaire de la gloire que donnent les imitations et les contrefaçons. On l’adapta également au théâtre : Baculard d’Arnaud par exemple s’en inspira pour son drame Les Amans malheureux (1764). Avec plus de cinquante rééditions jusqu’à la Première Guerre mondiale, l’ouvrage est resté très présent sur la scène du livre. Après un purgatoire d’une cinquantaine d’années, il fut redécouvert dans les années soixante et depuis constamment réédité.

Quatre ans plus tard, en 1739, parut sans nom d’auteur à Paris et toujours sans privilège, le second ouvrage de Mme de Tencin : Le Siège de Calais, nouvelle historique, roman en deux volumes composé sous la forme d’un récit à tiroirs. Il souleva également un enthousiasme universel et tout comme le précédent se verra comparé au chef-d’œuvre de Mme de La Fayette. Comparaison pour le moins étrange en fait, car si le style est magnifique, la retenue des personnages l’est moins, le roman débutant là où finissent tous les autres… : 

« Il étoit si tard quand le comte de Canaple arriva au château de Monsieur de Granson, et celui qui lui ouvrit la porte étoit si endormi, qu’à peine put-il obtenir qu’il lui donnât de la lumière. Il monta tout de suite dans son appartement dont il avoit toujours une clef; la lumière qu’il portoit s’éteignit dans le temps qu’il en ouvrit la porte; il se déshabilla, et se coucha le plus promptement qu’il put. Mais qu’elle fut sa surprise, quand il s’aperçut qu’il n’étoit pas seul, et qu’il comprit, par la délicatesse d’un pied qui vint s’appuyer sur lui, qu’il étoit couché avec une femme ! Il étoit jeune et sensible : cette aventure, où il ne comprenoit rien, lui donnoit déjà beaucoup d’émotion, quand cette femme, qui dormoit toujours, s’approcha de façon à lui faire juger très avantageusement de son corps. De pareils moments ne sont pas ceux de la réflexion. Le comte de Canaple n’en fit aucune, et profita du bonheur qui venoit s’offrir à lui. »

On le voit, ces deux ouvrages ont été jugés dignes d’être placés au nombre des chefs-d’œuvre de la littérature féminine du temps et leur succès alla même croissant jusque vers le milieu du XIXe siècle, avec une réédition tous les deux ans entre 1810 et 1840. Ils furent, par ailleurs, encore souvent réédités entre 1860 et 1890 et leur gloire ne s’éteindra finalement qu’à l’aube du XXe siècle. C’est dire si le XIXe siècle les goûta encore énormément. Le critique Villemain, dans son Tableau de la littérature française au XVIIIe siècle (1838) écrira même que Mme de Tencin est l’auteur de « quelques romans pleins de charme » parmi lesquels les Mémoires du comte de Comminge, représente certainement « le plus beau titre littéraire des femmes dans le XVIIIe siècle ».
C’est grâce à ces deux romans que le nom de Mme de Tencin survivra littérairement jusqu’à la fin du XIXe siècle. Elle est encore pourtant l’auteure de deux autres ouvrages : les Malheurs de l’amour (1747), véritable perle de la littérature du XVIIIe, et d’un roman inachevé, de facture plus surannée, les Anecdotes de la cour et du règne d'Édouard II, roi d'Angleterre.
Les Anecdotes furent publiées après sa mort en 1776, chez le libraire Pissot à Paris, avec approbation et privilège du roi. Alexandrine n’est l’auteure que des deux premières parties, les suivantes sont l’œuvre de Anne-Louise Élie de Beaumont qui, vingt-cinq ans après la mort de Mme de Tencin, décida de finir l’ouvrage que celle-ci avait laissé inachevé. De toute évidence, Madame de Tencin jouissait donc encore dans ces années-là d’une grande réputation. Comment expliquer, sinon, qu’un écrivain aussi célèbre qu’Élie de Beaumont, l’auteure des fameuses Lettres du marquis de Rozelle (1764), encensées de toute la critique, et femme du plus célèbre encore avocat des Calas, décidât de terminer le roman d’une autre au lieu de donner à nouveau au public une œuvre de son cru. Malgré tout son savoir-faire, l’ouvrage passa néanmoins presque inaperçu. Pierre-Maurice Masson nous indique qu’il n’a été réédité que huit fois jusqu’au début du XXe siècle, et toujours dans les œuvres complètes de Mme de Tencin, alors qu’on recense par exemple plus d’une quarantaine de rééditions des Mémoires du comte de Comminge. La critique est, quant à elle, généralement muette à son sujet. C’est probablement que la structure baroque de l’œuvre, faite d’histoires enchâssées et de rebondissements improbables, ne plaisait plus à l’époque et il y a fort à parier, ainsi que le pense Joël Pittet, que c’est là une œuvre de jeunesse que Mme de Tencin a tôt abandonnée.
Il reste à signaler, avant de revenir à l’examen des Malheurs de l’amour réédités au début du siècle (Desjonquères, 2001), qu’on lui attribue encore trois autres ouvrages. Elle aurait ainsi écrit vers 1720 une Chronique scandaleuse du genre humain, « histoire ordurière et manuscrite des actions crapuleuses des libertins connus par l’histoire de toute l’antiquité et composée à l’usage de Dubois et du Régent » écrit P.-M. Masson pour qui l’ouvrage serait assez du genre de la dame. Cette chronique n’a jamais été retrouvée. D’après Jules Gay, elle fut « très probablement détruite par nos cafards molinistes ou jansénistes, méthodistes ou révolutionnaires ». On lui attribuait également Chrysal ou les aventures d’une guinée (1767) qui est en fait de l’Anglais Charles Johnstone. Reste enfin l’épineux problème que soulève l’Histoire d’une religieuse écrite par elle-même. En effet, en mai 1786 paraît à Paris, dans la Bibliothèque universelle des romans, cette courte nouvelle de vingt-quatre pages in-16, qu’une note des éditeurs attribue à Mme de Tencin : ce serait là « le fruit des premiers amusements de la jeunesse » de notre auteur, qu’elle aurait remis entre les mains de son ami l’abbé Trublet. Convient-il d’accorder quelque crédit à cette note ? La critique du XXe siècle – celle des deux siècles précédents ainsi que les répertoires bibliographiques du XIXe siècle passant complètement sous silence cette nouvelle qui n’eut jamais de réédition – reste partagée : Pierre-Maurice Masson, Georges May, Henri Coulet et Pierre Fauchery pensent qu’elle en est l’auteure, sans pourtant en fournir la preuve absolue, tandis que Jean Sareil, Jean Decottignies, Martina Bollmann, auteure d’une thèse remarquable sur les romans de Mme de Tencin, et Joël Pittet sont d’avis contraire. Une thématique différente, l’absence de tout dialogue, des différences importantes dans le traitement psychologique et dans le vocabulaire de cette œuvre semblent aller pourtant dans le sens de la non attribution. Un autre fait vient encore corroborer cette prise de position : l’abbé Trublet était mort depuis seize ans, quand parut cette histoire. Selon le critique Franco Piva, elle serait en fait de Jean-François de Bastide, ce qui expliquerait sa parution tardive.
S’il convient donc très certainement de considérer l’Histoire d’une religieuse comme un pastiche adroit, cette nouvelle n’en reste pas moins intéressante à plus d’un titre : elle souligne en premier lieu l’engouement pour Mme de Tencin vers la période révolutionnaire, engouement que confirment en 1786 les deux premières éditions de ses œuvres complètes ainsi que la publication de ses pseudo-mémoires secrets en 1792. Qui plus est, elle fournit de précieux renseignements sur la fortune littéraire des Malheurs de l’amour en montrant que ce roman, qui a largement inspiré Jean-François de Bastide, répondait encore au goût de la fin du XVIIIe siècle.
Avant que d’examiner plus avant ce dernier roman, petit chef-d’œuvre d’écriture classique qui exprime pourtant au mieux les idées novatrices et subversives de Mme de Tencin, il convient encore de dire un mot des problèmes d’attribution.

### Une attribution quelque temps contestée

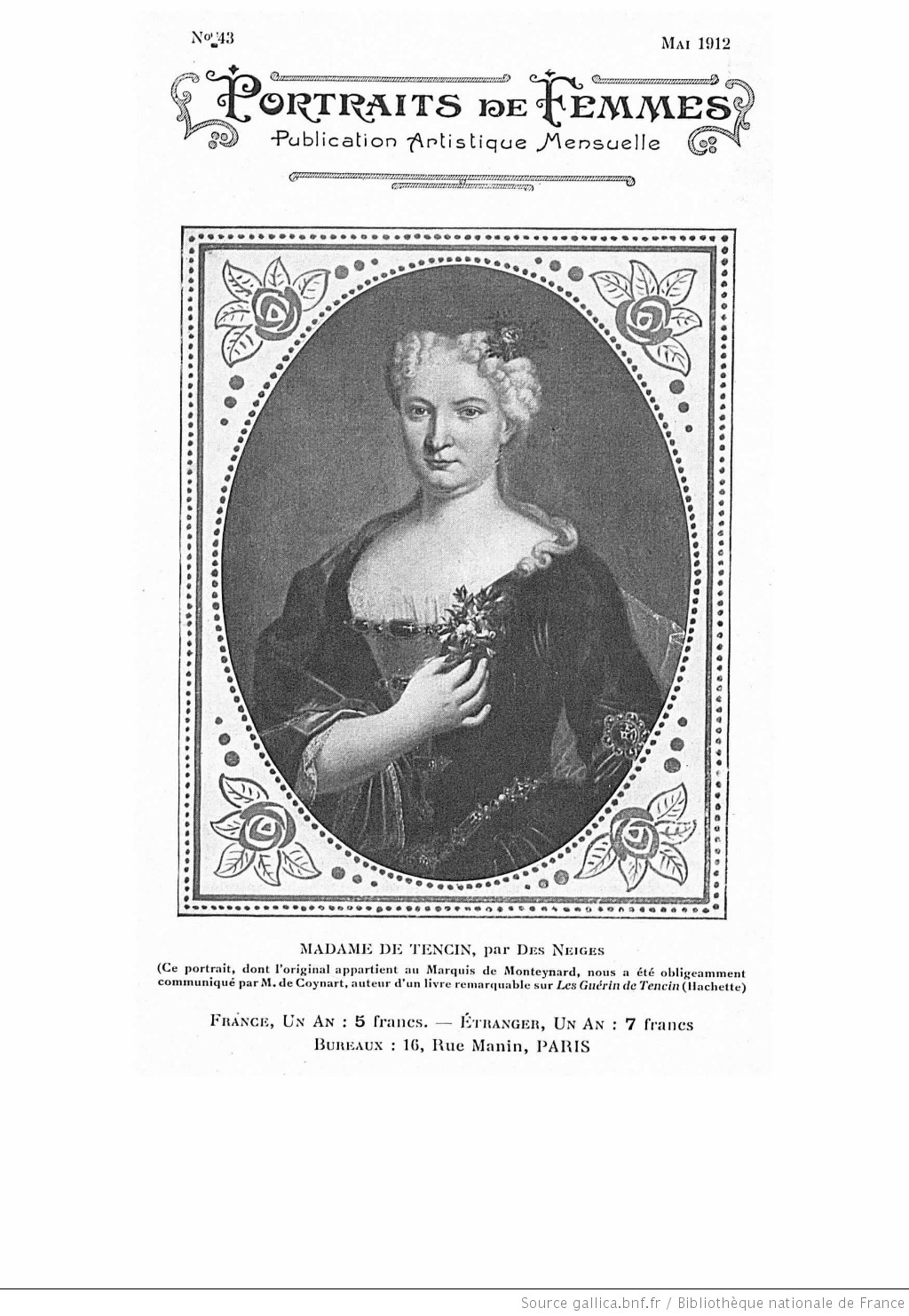
Portraits de femmes (1912) : Madame de Tencin par Des Neiges

La fortune littéraire de Mme de Tencin ne coïncide pas avec celle de ses œuvres. En effet, si la critique de nos jours attribue unanimement à la divine la maternité des quatre ouvrages précités, son œuvre lui fut longtemps disputée.
À l’instar la plupart des femmes de lettres de son époque, Alexandrine publia ses ouvrages sous le couvert de l’anonymat. Le nom de Mme de Tencin ne tarda pas cependant à circuler sous le manteau, comme le prouve une lettre de l’abbé Raynal (1749) à un correspondant étranger, dans laquelle il signale qu’il convient d’attribuer à Alexandrine « trois ouvrages pleins d’agrément, de délicatesse et de sentiments » dont il donne les titres. Ses « bêtes » (les familiers de son salon) étaient d’ailleurs certainement dans la confidence et, bien qu’ils gardassent, pour la plupart, le silence, un poème de Piron, en termes à peine voilés, laisse entendre la véritable identité du plus accompli des trois romans. Il s’agit de Danchet aux Champs-Élysées qui décrit un cercle de neuf Muses, rencontré au séjour des Bienheureux, dont Alexandrine doit un jour occuper le siège présidentiel :
Car vous seule y devez prétendre,
Vous seule y monterez un jour,
Vous dont le pinceau noble et tendre
A peint les malheurs de l’Amour.
À part ces quelques indications éparses, dans les trente années qui suivirent la première publication de Mme de Tencin (1735), on ne trouve aucun témoignage imprimé où le nom de l’auteur soit explicitement donné. Aussi la rumeur se plut à attribuer ces trois romans à d’autres écrivains, et principalement à ses propres neveux : d’Argental et Pont-de-Veyle.
Trois théories s’affrontent donc dans le public jusqu’en 1767 : il y a les gens instruits qui savent ce qu’il en est, ceux qui penchent pour une collaboration entre la tante et les neveux, et ceux qui n’accordent, comme Voltaire qui la détestait, la paternité des œuvres qu’aux seuls neveux.
Le parti des instruits finit par l’emporter, car en 1767 apparaît le premier texte auquel on peut accorder tout crédit, qui divulgue enfin la véritable identité de l’auteur des trois romans. En effet, l’abbé de Guasco dans une note de son édition des Lettres familières du Président de Montesquieu nous apprend que son frère, le comte de Octavien de Guasco, demanda en 1742 à Montesquieu si Mme de Tencin était bien l’auteure des ouvrages que certains lui attribuaient. Ce dernier lui répondit qu’il avait promis à son amie de ne point révéler le secret. Ce n’est que le jour de la mort d’Alexandrine qu’il avoue enfin la vérité au vieil abbé.
Son opinion fait école, car dès cette date, le nom d’Alexandrine figure régulièrement dans les histoires littéraires et les dictionnaires de l’époque. Ainsi, vers 1780, la majorité du public et de la critique – à l’exception notable de l'abbé de Laporte dans son Histoire littéraire des femmes françoises (1769) – pense qu’elle en est l’unique auteur. En tout cas on en est suffisamment convaincu pour, lors de la première édition de ses œuvres complètes en 1786, faire apparaître pour la première fois son nom sur la page de titre. Depuis l’ouvrage de Pierre-Maurice Masson (1909, revu et corrigé en 1910), consacré à la vie et aux romans d’Alexandrine, ces œuvres lui sont définitivement attribuées.

### Les Malheurs de l'amour
Après huit ans de silence littéraire, Mme de Tencin, devenue impotente et ne quittant plus guère son appartement, se décida à sortir quelque peu de sa réserve pour publier anonymement son troisième roman : Les Malheurs de l'amour (1747). L’édition originale de ce roman-mémoires sentimental consiste en deux volumes in-12 de 247 et 319 pages où l’histoire enchâssée d’Eugénie – la confidente de l’héroïne Pauline – occupe les 180 pages du deuxième volume. Elle fut publiée sans privilège à Paris, même si la page de garde mentionne Amsterdam.
Le roman connut un grand succès lors de sa parution, tant est qu’il fut réédité plusieurs fois l’année même. Il fut en vogue quelque temps à Versailles. Daniel Mornet, dans son article Les Enseignements des bibliothèques privées (1750-1780), nous apprend même qu’il fit partie jusqu’en 1760, avec les Lettres d'une Péruvienne ou les Confessions du comte de ***, des neuf romans les plus lus en France ! Cet engouement ne se cantonna pas à la France uniquement. Dès les années 1750 il fut traduit en anglais et inspira plusieurs auteurs britanniques comme Miss Frances Chamberlaine Sheridan dans ses Memoirs of Miss Sidney Bidulph, extracted from her own Journal (1761; traduit en français par l'abbé Prévost en 1762) dont une partie de l’intrigue semble directement inspirée des Malheurs de l’amour. Jean-Rodolphe Sinner de Ballaigues l’adaptera en 1775 pour le théâtre, en conservant certaines répliques du roman. Pendant la période révolutionnaire, il connaît même une nouvelle vogue, étant très souvent réédité, et pas toujours sous son titre d’origine, mais sous celui de Louise de Valrose ou Mémoires d’une Autrichienne, traduits de l’allemand sur la troisième édition (1789). Enfin, la troisième période de gloire des Malheurs de l’amour se situe pendant les trente premières années du XIXe siècle où l’on recense en moyenne une réédition tous les cinq ans : les post-classiques en apprécièrent le style naturel et de bon goût et la génération romantique, la mélancolie et la passion dominatrice qui caractérisent, par ailleurs, tous les romans de Mme de Tencin. Dès les années 1880, le roman sombre peu à peu dans l’oubli et ce n’est qu’à l’aube de ce siècle qu’il a été redécouvert (Desjonquères, 2001).

## Une morale du cœur et de l’instinct
« Si vous détruisez l’amour, Éros, le monde retombera dans le chaos. »

— Mme de Tencin à Mme de Graffigny
L’être humain, pour citer Paul van Tieghem, ne vit donc « pour faire son salut, ni pour agir, ni pour connaître ou créer ; son idéal n’est ni d’être saint, ni l’homme d’action, ni le savant ou l’inventeur. Il vit pour sentir, pour aimer. » La morale naturelle que Mme de Tencin nous propose est en ce sens assez proche de celle des auteurs sensibles de la deuxième moitié du siècle qui réagissent contre le culte de la raison gouvernant la volonté, idéal de l’âge classique, en privilégiant le sentiment et en revendiquant les droits de la passion. Celle-ci n’est plus considérée comme une faiblesse, un égarement ou un malheur, mais comme un privilège des âmes sensibles. Elle devient « un titre suffisant à justifier une conduite opposée à celle que dictaient les usages et les lois. »
Si la lettre est donc essentiellement communicative et dramatique, elle reste cependant avant tout le signe et le substitut d’une passion qui ne peut s’assouvir. En ce sens, elle ne fait que transposer dans l’histoire cet espace d’écriture et d’évasion qu’offre lui-même le roman à l’amour, ce sentiment qui n’avait lieu à l’époque, si ce n’est la clandestinité, pour s’épanouir. L’acte d’écriture, voire l’acte de narration, justifiés explicitement dans les romans, procède donc d’un refus d’être, ou du moins d’être sans l’être aimé. Il trahit un désir du « nous », de l’unité qui ne peut être résolu que dans l’écriture ou, paradoxalement, dans l’absence, car l’on sait depuis Proust que cette dernière, pour qui aime, est « la plus certaine, la plus vivace, la plus indestructible, la plus fidèle des présences (…). ».
L’image d’une femme – ou d’un homme – qui se réalise dans l’amour ou, par procuration, dans l’écriture ne manque pas d’étonner de la part d’un écrivain dont la vie fut caractérisée essentiellement par la tutelle de la raison sur le cœur. Du moins, c’est là le portrait que se sont plu à dresser la totalité de ses biographes. Mais ont-ils vraiment vu juste, eux qui se sont efforcés de recréer la personne intime à partir du personnage public ? Laissons le mot de conclusion à Stendhal qui la proposait comme modèle à sa sœur Pauline et qui avait deviné son grand secret (Lettre à Pauline Beyle, 8 mars 1805):

« Plais à tous ceux qui ne te plaisent pas et qui t’entourent ; c’est le moyen de sortir de ton trou. Mme de Tencin était bien plus loin des sociétés aimables que toi, et elle y parvint. Comment ? En se faisant adorer de tout le monde, depuis le savetier qui chaussait Montfleury jusqu’au lieutenant général qui commandait la province. »

## Madame de Tencin épistolière
De l’abondante correspondance de Mme de Tencin, il ne reste que peu de choses accessibles en édition. Huitante lettres dans une vieille compilation lacunaire de Soulavie, écrites entre novembre 1742 et juillet 1744, deux petits recueils de Stuart Johnston et de Joël Pittet, de nombreuses lettres inédites citées ici et là, notamment chez P.-M. Masson, Jean Sareil ou M. Bollmann. Des originaux également, qui apparaissent de temps en temps dans les ventes aux enchères. Aucun critique n’a encore consacré d'étude sérieuse à la totalité de sa correspondance retrouvée, soit cent cinquante lettres environ.
Voici son avis sur le ministre Maurepas dans une lettre au duc de Richelieu du 1er août 1743 :

« C’est un homme faux, jaloux de tout, qui, n’ayant que de très petits moyens pour être en place, veut miner tout ce qui est autour de lui, pour n’avoir pas de rivaux à craindre. Il voudrait que ses collègues fussent encore plus ineptes que lui, pour paraître quelque chose. C’est un poltron, qui croit qu’il va toujours tout tuer, et qui s’enfuit en voyant l’ombre d’un homme qui veut résister. Il ne fait peur qu’à de petits enfants. De même Maurepas ne sera un grand homme qu’avec des nains, et croit qu’un bon mot ou qu’une épigramme ridicule vaut mieux qu’un plan de guerre ou de pacification. Dieu veuille qu’il ne reste plus longtemps en place pour nos intérêts et ceux de la France. »

Pour Alexandrine, avec de tels serviteurs, « à moins que Dieu n’y mette visiblement la main, il est physiquement impossible que l’État ne culbute » (Lettre au duc d’Orléans du 2 juin 1743). Les ministres « ont le ton plus haut actuellement que les ministres de Louis XIV, et ils gouvernent despotiquement (...). Tandis que les affaires actuelles occuperaient quarante-huit heures -si les journées en avaient autant-, les meilleures têtes du royaume passent leur temps à l’Opéra » (idem) ! Mais le grand coupable, c’est le roi, comme elle ne se prive pas de le démontrer dans différentes lettres (des 22 juin, 24 juillet, 1er août et 30 septembre 1743) au duc de Richelieu :

« C’est un étrange homme que ce monarque (...). Rien dans ce monde ne ressemble au Roi : ce qui se passe dans son royaume paraît ne pas le regarder ; il n’est affecté de rien ; dans le conseil, il est d’une indifférence absolue : il souscrit à tout ce qui lui est présenté. En vérité, il y a de quoi se désespérer d’avoir affaire à un tel homme ; on voit que, dans une chose quelconque, son goût apathique le porte du côté où il y a le moins d’embarras, dût-il être le plus mauvais (...). Il est comme un écolier qui a besoin de son précepteur, il n’a pas la force de décider (...). On prétend qu’il évite même d’être instruit de ce qui se passe, et qu’il dit qu’il vaut mieux encore ne savoir rien. C’est un beau sang-froid; je n’en aurai jamais autant (...). Il met les choses les plus importantes pour ainsi dire à croix ou à pile dans son conseil, où il va pour la forme, comme il fait tout le reste, et qu’il en sort soulagé d’un fardeau qu’il est las de porter. (...) Voilà pourquoi les Maurepas, les d’Argenson, sont plus maîtres que lui. Je ne le puis comparer dans son conseil qu’à M. votre fils, qui se dépêche de faire son thème pour en être plus tôt quitte. Encore une fois je sens malgré moi un profond mépris pour celui qui laisse tout aller selon la volonté de chacun. »

Et de terminer à propos du roi :

« Tout sert en ménage, quand on a en soi de quoi mettre les outils en œuvre. »

Les lettres de Mme de Tencin offrent donc le spectacle, qui n’est « ni sans rareté ni sans beauté ».

## La Ménagerie

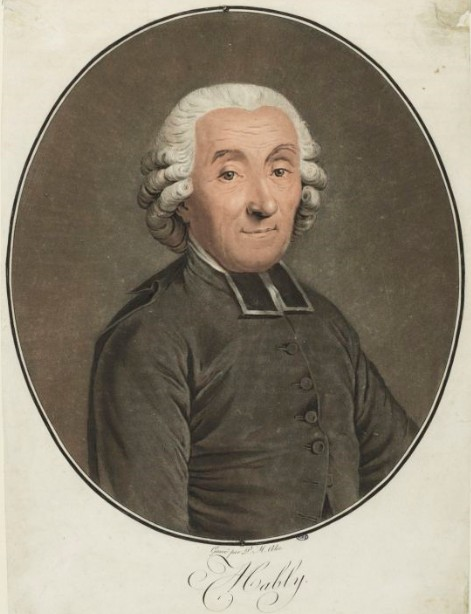
Gabriel Bonnot de Mably,
(musée de la Révolution française).

Quelques grands noms des Lettres, des Arts et des Sciences fréquentèrent durablement ou occasionnellement le salon de Madame de Tencin et formèrent sa Ménagerie. Voici quelques-unes de ses « Bêtes » : l’abbé Prévost, Marivaux, l’abbé de Saint-Pierre, l’académicien de Mairan, Louis La Vergne, comte de Tressan, le docteur et amant Jean Astruc, le poète janséniste Louis Racine, Jean-Baptiste de Mirabaud, l’abbé Le Blanc, son neveu d’Argental, Mme Dupin qu'elle appelait « ma chère friponne », Duclos, l’académicien de Boze, Émilie du Châtelet, Houdar de la Motte, Mme Geoffrin, Réaumur, Montesquieu qu’elle appelait « le petit romain », Helvétius, les écrivains Piron et Marmontel, la marquise de Belvo, Mme de La Popelinière, Bernard-Joseph Saurin, Sir Luke Schaub qu’elle surnommait « le Petit » ou « mon mari », l’abbé Trublet, Charles-Henry (comte de Hoym) qu’elle surnommait « le Grand ou le Dégoûté », Fontenelle, Françoise de Graffigny, l’abbé de Mably, son neveu Pont-de-Veyle, le médecin suisse Théodore Tronchin, Chesterfield, Bolingbroke ou le peintre François Boucher dont elle possédait un tableau (Le Foyer enchanté).
On peut à cette liste rajouter Collé et Gallet qui formaient à cette époque avec Piron un trio inséparable de trois joyeux compagnons fondateurs du célèbre « Caveau » comme nous le rappellent Rigoley de Juvigny dans les mémoires de Piron et J. Bouché dans Gallet et le Caveau à travers une anecdote qui a eu lieu chez Mme de Tencin et qui se termine dans les rues de Paris après cette soirée bien colorée. Ils avaient en commun avec Mme de Tencin la même opinion sur Voltaire qui craignait de se trouver face à Piron. Gallet ayant de son côté fait le pamphlet Voltaire Âne, jadis poète.

## Œuvres
- Mémoires / du Comte / de Comminge. / A La Haye (Paris), / chez J. Néaulme, Libraire. / 1735, 1 vol. in-12, 184 p.L’édition originale contient cet Avis au lecteur qui n’a plus été reproduit : « Ce manuscrit a été trouvé dans les papiers d’un homme après sa mort. On voit bien qu’il a donné des noms faux à ses personnages, et que ces noms sont mal choisis; mais on a donné le Manuscrit tel qu’il étoit, et sans y avoir rien changé. Du reste on a lieu de croire que les événemens sont vrais, parce qu’on a d’ailleurs quelque connaissance de la façon dont le Manuscrit est venu entre les mains de celui chez qui on l’a trouvé ».
- Le Siège / de / Calais, / Nouvelle Historique. / A La Haye (Paris), / chez Jean Néaulme. / 1739, 2 vol. in-12 de 271 et 282 p.L’édition originale s’ouvre par une Epître Dédicatoire : « C’est à vous que j’offre cet Ouvrage ; à vous à qui je dois le bonheur d’aimer. J’ai le plaisir de vous rendre un hommage public, qui cependant ne sera connu que de vous ». Il y eut deux rééditions la même année.
- Les / Malheurs / de / l’amour. / - Insano nemo in amore sapit, Propert. / A Amsterdam (Paris / Ambroise Tardieu). / 1747, 2 vol. in-12 de 247 et 319 p.L’édition originale s’ouvre par une Epitre Dédicatoire à M... : « M. Je n’écris que pour vous. Je ne désire des succès que pour vous en faire hommage. Vous êtes l’Univers pour moi ».
- Anecdotes / de la cour / et du règne / d’Édouard II, / Roi d’Angleterre. / Par Mde L.M.D.T., & Mde E.D.B., / À Paris, / chez Pissot, libraire, quai des / Augustins. / 1776. / Avec Approbation et Privilège du Roi. In-12, [1 (faux-titre)], [1 bl.], [1 (titre], [1 bl.], [2 (Avertissement de l’éditeur)], 326, [2 (approbation et privilège)].L’Avertissement de l’éditeur est ainsi libellé : « On ne cherchera point à prévenir le public sur le mérite du Roman qu’on lui présente ici. Il suffira peut-être pour exciter sa curiosité, de dire que Mme de Tencin, auteur du Siège de Calais et du Comte de Comminge, en a écrit les deux premières parties, qui, à sa mort, ont été trouvées dans ses papiers; et que Mme E.D.B., auteur des Lettres du Marquis de Rozelle, a bien voulu se charger de finir l’ouvrage, sans avoir d’autre guide dans ce travail que l’histoire d’Angleterre et sa propre imagination ».
- (Duc de Richelieu, cardinal de Tencin et Mme de Tencin), Correspondance du cardinal de Tencin, ministre d’État, et de Madame de Tencin sa sœur, avec le duc de Richelieu, sur les intrigues de la cour de France depuis 1742 jusqu’en 1757, et surtout pendant la faveur des dames de Mailly, de Vintimille, de Lauraguais, de Châteauroux et de Pompadour, éd. Soulavie, (s.l. Paris ?), 1790, 1 vol., 385 pages (sur les 400 annoncées, la publication s'étant interrompue). Il y a un exemplaire à Paris à la BnF (RES-8-LB38-56 et VELINS-1178). La moitié des lettres originales se trouve dans le Fonds Richelieu 64 de la Bibliothèque Victor Cousin à Paris.
- (Faur ?, secrétaire de Richelieu ou Laborde ?), Vie privée du maréchal de Richelieu, Paris, Buisson, 1791, tome II, app., 312-346. (On y trouve cinq lettres non publiées dans le précédent volume en raison de leur virulence contre le roi).
- Lettres de Mme de Tencin au duc de Richelieu, Paris, L. Collin, An XIII - 1806. (9 lettres)
- Joël Pittet, Lettres privées de Mme de Tencin et du futur cardinal de Tencin à leur frère le président de Tencin et autres, Fribourg, Imprimerie Saint-Paul, 2010. (14 lettres inédites dont les originaux se trouvent à la bibliothèque du château d'Oron en Suisse.)
- (en) Stuart Johnston, Letters of Madame de Tencin and the Cardinal de Tencin to the Duc de Richelieu, Paris, éditions Mazarine, 1967. (On y trouve quatre lettres non publiées dans les autres volumes).
- Paul Vernière, « Sur trois lettres de Madame de Tencin partiellement inédites », Essays in Diderot and the Enlightenment in Honour of Otis Fellows, Edit. by John Pappas, Genève, Droz, 1974, (Histoire des idées et critique littéraire, 140), p. 386-399.
- Gaston de Villeneuve-Guibert, Le Portefeuille de Mme Dupin, Calmann-Lévy Éditions, Paris, 1884. (Une lettre à Mme Dupin).

## Adaptation scénique
Au XIXe siècle, l'histoire de sa vie servit de canevas pour une pièce de théâtre : 
- Fournier et de Mirecourt, Mme de Tencin, drame en quatre actes, J.-A. Lelong, Bruxelles, 1846 .

## Adaptation romanesque
- Joël Pittet, Les Aquatiques, nouvelles, Edilivre, Saint-Denis, 2016. (La première nouvelle La mule de velours vert à talon rouge met en scène Mme de Tencin et son salon.)